# Дэн Рэйвен
Дэн Рэйвен (англ. Dan Raven) — американская полицейская драма, которая транслировалась на канале NBC в течение телевизионного сезона 1960—1961 годов.

## Сюжет
Дэн Рэйвен (англ. Dan Raven) — лейтенант-детектив департамента шерифа округа Лос-Анджелес. Вместе с напарником, детективом-сержантом Бёрком (англ. Burke), работают в ночную смену в отделе Западного Голливуда, с местом несения службы на Сансет-стрип. Работа позволяет им часто контактировать со знаменитостями, такими как певцы, актёры и комики. Перри Левитт (англ. Perry Levitt) — фотограф журнала, работающий в голливудском ритме, который часто появляется на сцене, когда Рэйвен и Бёрк расследуют преступления во многих развлекательных заведениях на бульваре и вокруг них.